# Lago del Mis
Il lago del Mis è uno specchio d'acqua artificiale il cui bacino occupa buona parte del canale del Mis, vallata in comune di Sospirolo, in provincia di Belluno.

## Storia
Il bacino è stato creato nel 1962, dopo la costruzione dell'omonima diga all'altezza dell'abitato di Pascoli di Sospirolo (BL). Lo sbarramento è a cupola a doppia curvatura e appoggia su un pulvino che si sviluppa lungo le due sponde e sul tampone.
La costruzione del bacino ha portato alla sommersione di buona parte del fondovalle del Canale del Mis, con l'esproprio di terreni e fabbricati di centinaia di abitanti, costretti quindi allo sgombero. Le acque del bacino hanno sommerso e distrutto alcuni villaggi, tra cui Gena Bassa, di cui è stata ricostruita solo la chiesa, oggi sulle rive del bacino.
Il lago è oggi compreso nel parco nazionale delle Dolomiti Bellunesi, caratteristica che lo rende una meta balneare frequentata.

## Dati tecnici
- Superficie 1,29 km²
- Superficie del bacino imbrifero 108 km²
- Altitudine alla massima regolazione 426,9 m s.l.m.
- Altitudine al massimo invaso 427 m s.l.m.
- Quota massima del bacino imbrifero 2849 m s.l.m.
- Profondità massima 88 m
- Volume 36,68 milioni di m³
- Altezza massima sulle fondazioni: 91 m
- Sviluppo del coronamento: 180 m
- Spessore diga al coronamento: 2,30 m
- Spessore diga alla base: 10,45 m
- Volume di calcestruzzo: 55 000 m³

## Galleria d'immagini

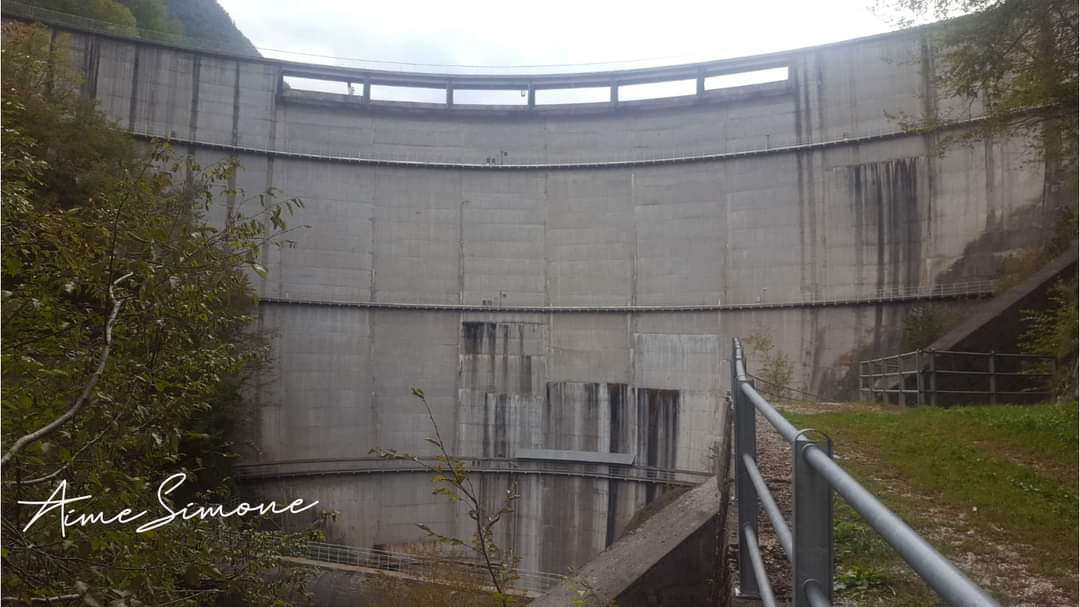

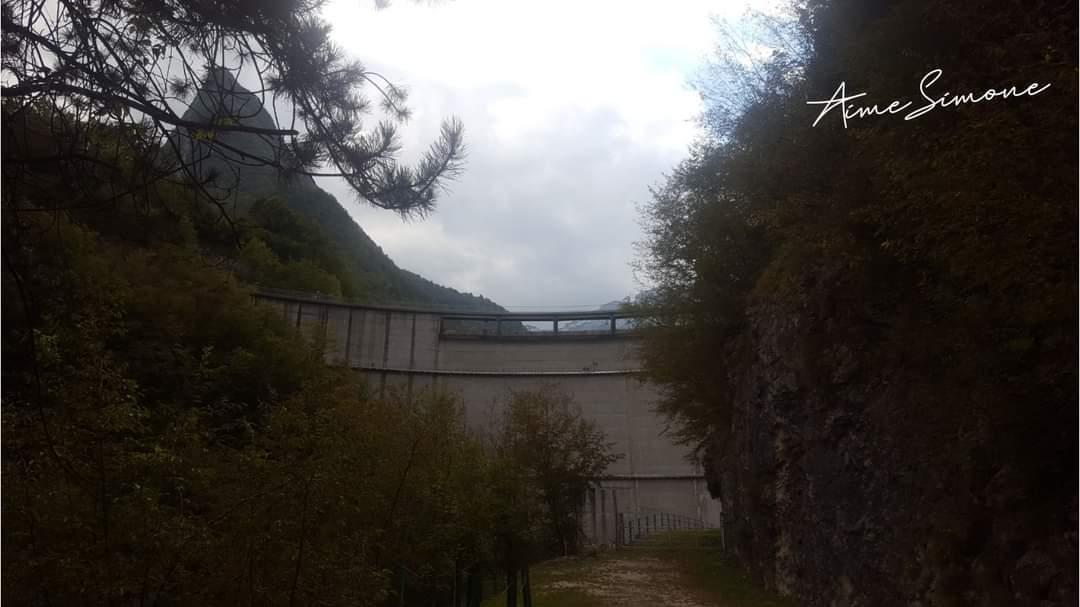
La diga del Mis vista da valle

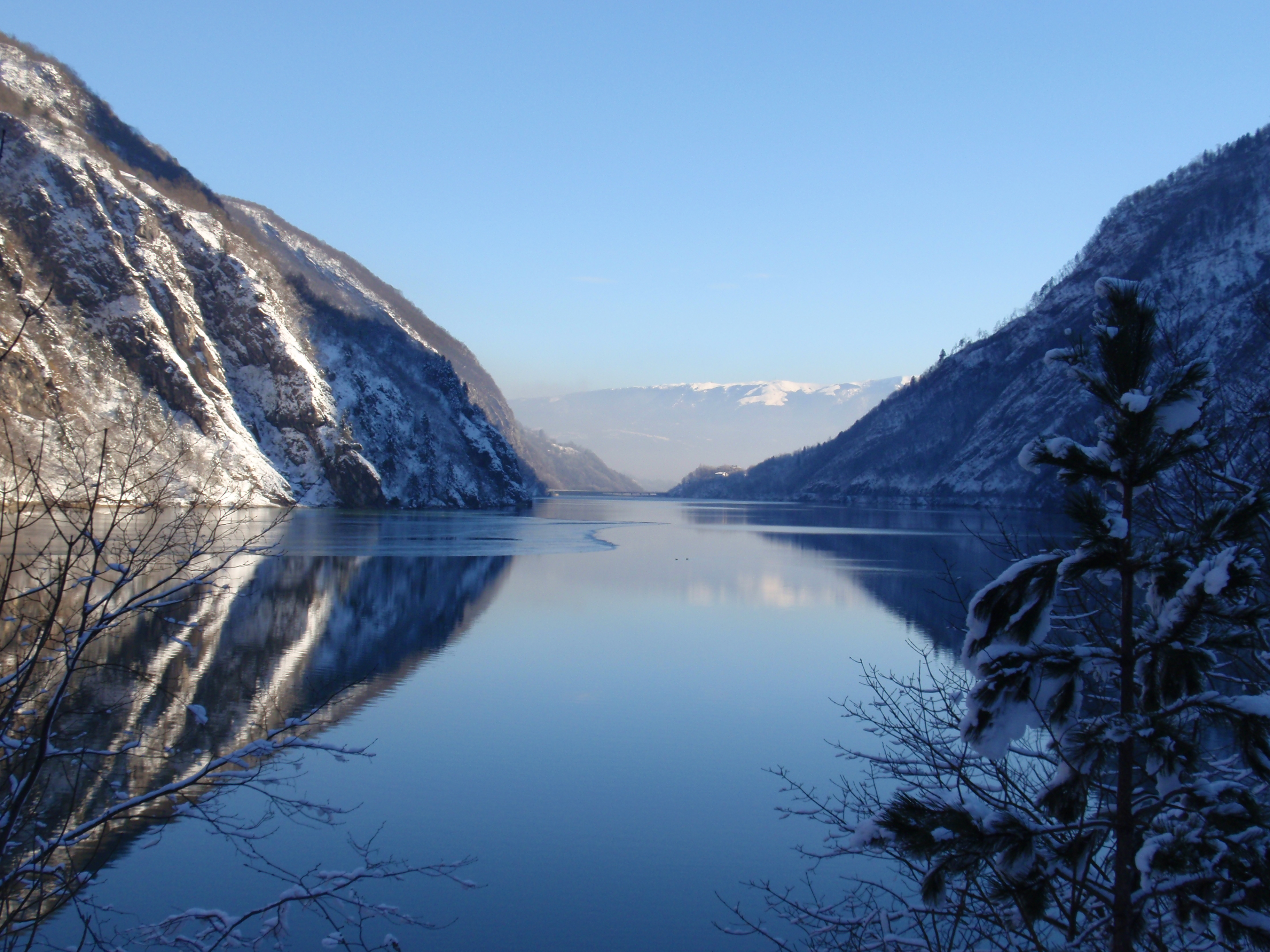
Vista invernale del lago dalla diga
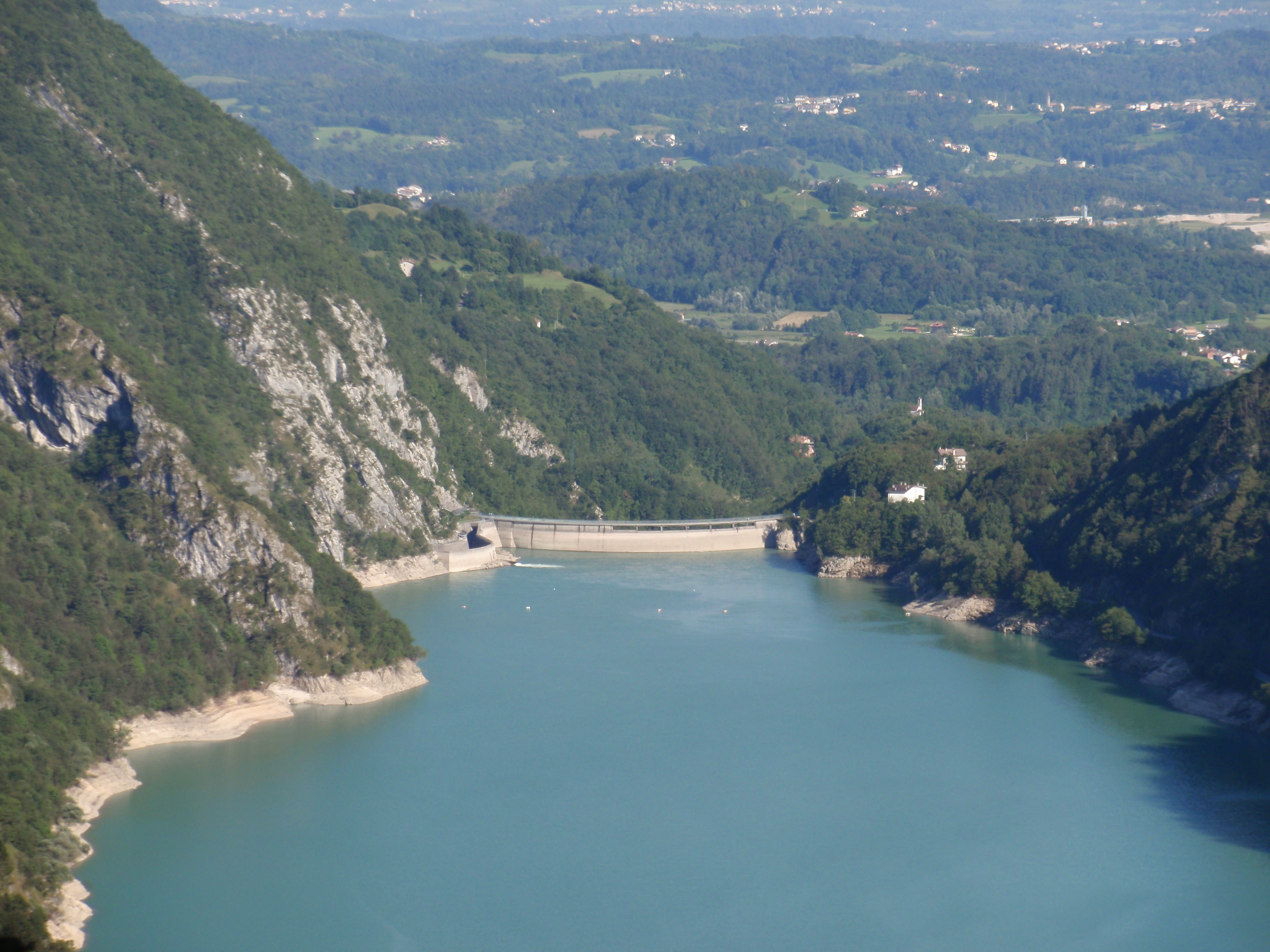
Vista del lago verso la diga